# Nizo
Niezoldi & Krämer (Nizo) è stata un'azienda tedesca, che produceva cineprese e proiettori destinati al passo ridotto

## Storia

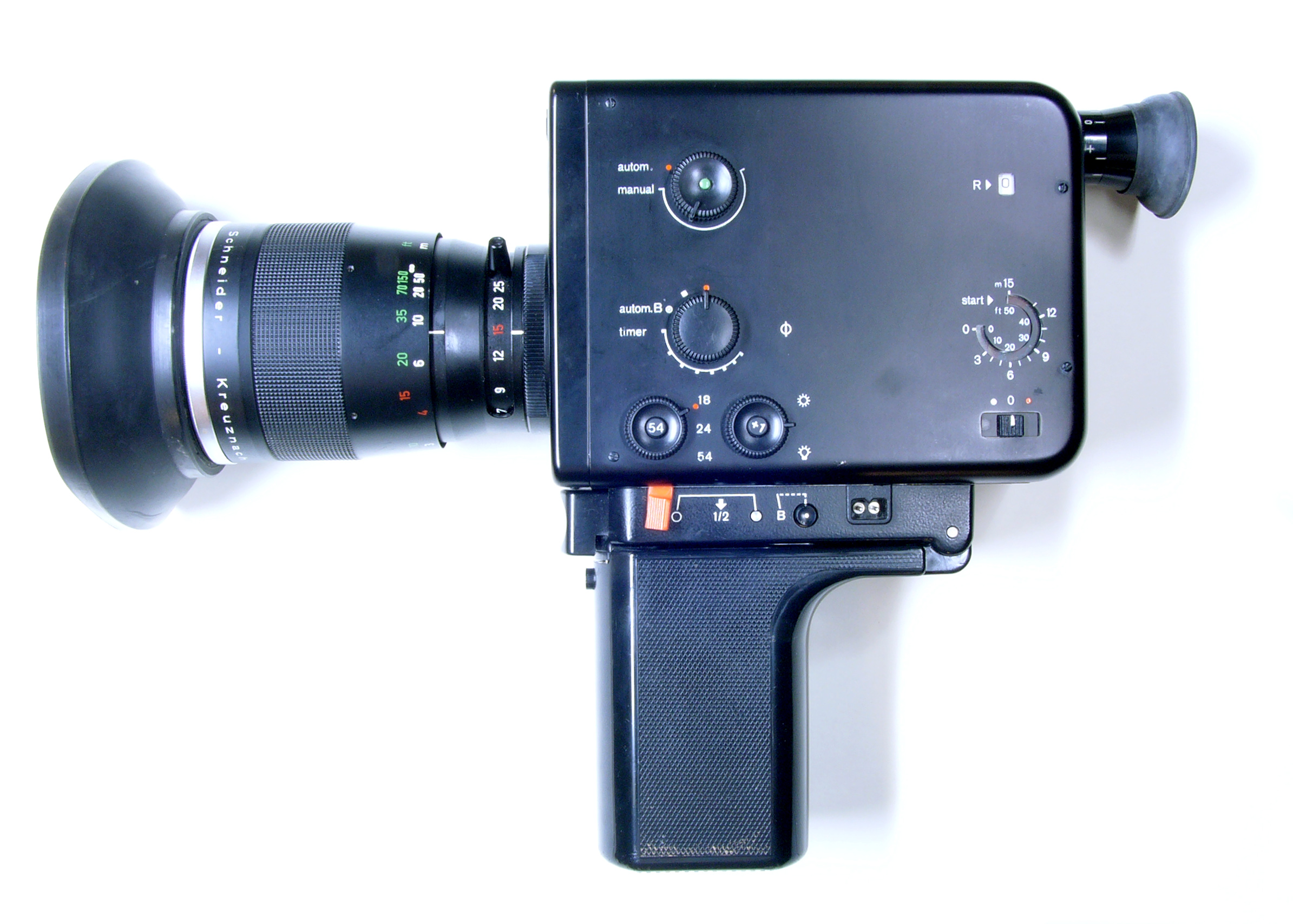
Cinepresa Braun Nizo S800 (Super 8, 1972-1975)

Georg Niezoldi e Georg Krämer fondarono nel 1925, a Monaco di Baviera, una fabbrica per la costruzione di cineprese. Il primo modello fu la "Nizo 35", per il formato 35 mm, in seguito uscirono modelli per il 16 mm e il 9,5 mm, e i proiettori relativi. Nel 1933, per primi in Europa, realizzarono una cinepresa per l'8 mm, lanciato dalla Kodak l'anno precedente. Nel 1965, con la cinepresa "S1", fu adottato il formato Super 8 mm.
Le cineprese di questo marchio storico sono sempre state sinonimo di eccellenza meccanica e ottica, oltre che di innovazione tecnologica: nel 1980 uscì il modello "6080", una cinepresa per riprese sonore a banda singola (direct-system), con possibilità di utilizzare caricatori da 60m invece dei 15m abituali. L'ottica Schneider macro-Variogon 1,4/7 – 80 mm, la possibilità di funzionare con cadenze di ripresa da 9 a 54 fotogrammi al secondo (più lo scatto singolo) e la possibilità di svariati effetti speciali, ne facevano una cinepresa di tipo professionale.
La Nizo, nel 1962, entrò a far parte della tedesca Braun e successivamente del gruppo Bauer-Bosch. Fu attiva fino al 1982 quando, a seguito dell'inesorabile declino che già affliggeva da quasi un decennio il settore del super 8 a causa dell'avvento e diffusione della videoregistrazione domestica, fu messa in liquidazione.